# Московская застава (муниципальный округ)
Моско́вская заста́ва — муниципальный округ, муниципальное образование в составе Московского района Санкт-Петербурга. Местным самоуправлением выпускается и распространяется одноимённая газета.

## История и расположение
Округ учреждён в феврале 1998 года. Назван по заставе на дороге в сторону Москвы, также известной как Ближняя Рогатка, где в 1838 году были построены Московские триумфальные ворота.
С севера муниципальное образование ограничивается набережной Обводного канала в районе Ново-Московского моста. Восточная и западная границы округа определяются железнодорожными путями, которые ведут к Витебскому и Балтийскому вокзалам. В районе скоплений жилой застройки вблизи Благодатной улицы границы округа ограничены линиями проспекта Гагарина и Московского проспекта. С юга округ ограничивается улицей Гастелло.

## Население
| 2002    | 2010    | 2012    | 2013    | 2014    | 2015    | 2016    |
| ------- | ------- | ------- | ------- | ------- | ------- | ------- |
| 46 951  | ↘45 680 | ↗47 968 | ↗48 008 | ↗49 796 | ↗50 858 | ↗51 624 |
| 2017    | 2018    | 2019    | 2020    | 2021    | 2023    | 2025    |
| ↗52 761 | ↗53 875 | ↗54 546 | ↘54 305 | ↘45 722 | ↘45 138 | ↘45 013 |

## Описание

### Инфраструктура
Торговля в округе в основном представлена в формате небольших магазинов, однако есть в районе и крупные гипермаркеты. Многие первые этажи домов переоборудованы под офисы и торговые помещения. В округе расположено более десяти[сколько?] государственных дошкольных образовательных учреждений, а также большое количество частных детских садов и яслей, а также около двух десятков школ. Жилищный фонд округа преимущественно составляют дома-«сталинки». В округе мало свободных участков земли, что затрудняет строительство новых объектов.
Согласно генеральному плану развития Ленинграда 1935—1939 гг. в Московском районе планировалось создание нового центра города. Главный аналитик группы компаний «Бюллетень недвижимости» Сергей Бобашев отметил: «В советское время на Московском проспекте были самые лучшие квартиры, строившиеся для советской элиты. Поэтому в постперестроечный период сюда потянулись состоятельные люди. Квартиры активно расселялись, делались евроремонты. В сознании петербуржцев Московский проспект стал ассоциироваться с престижным местом проживания».
В 2020-х годах территория вдоль бывшей Варшавской железной дороги массированно застраивается высотным жильём. Вдоль пересекающей округ Путиловской линии строится Восточный скоростной диаметр.

### Объекты культуры

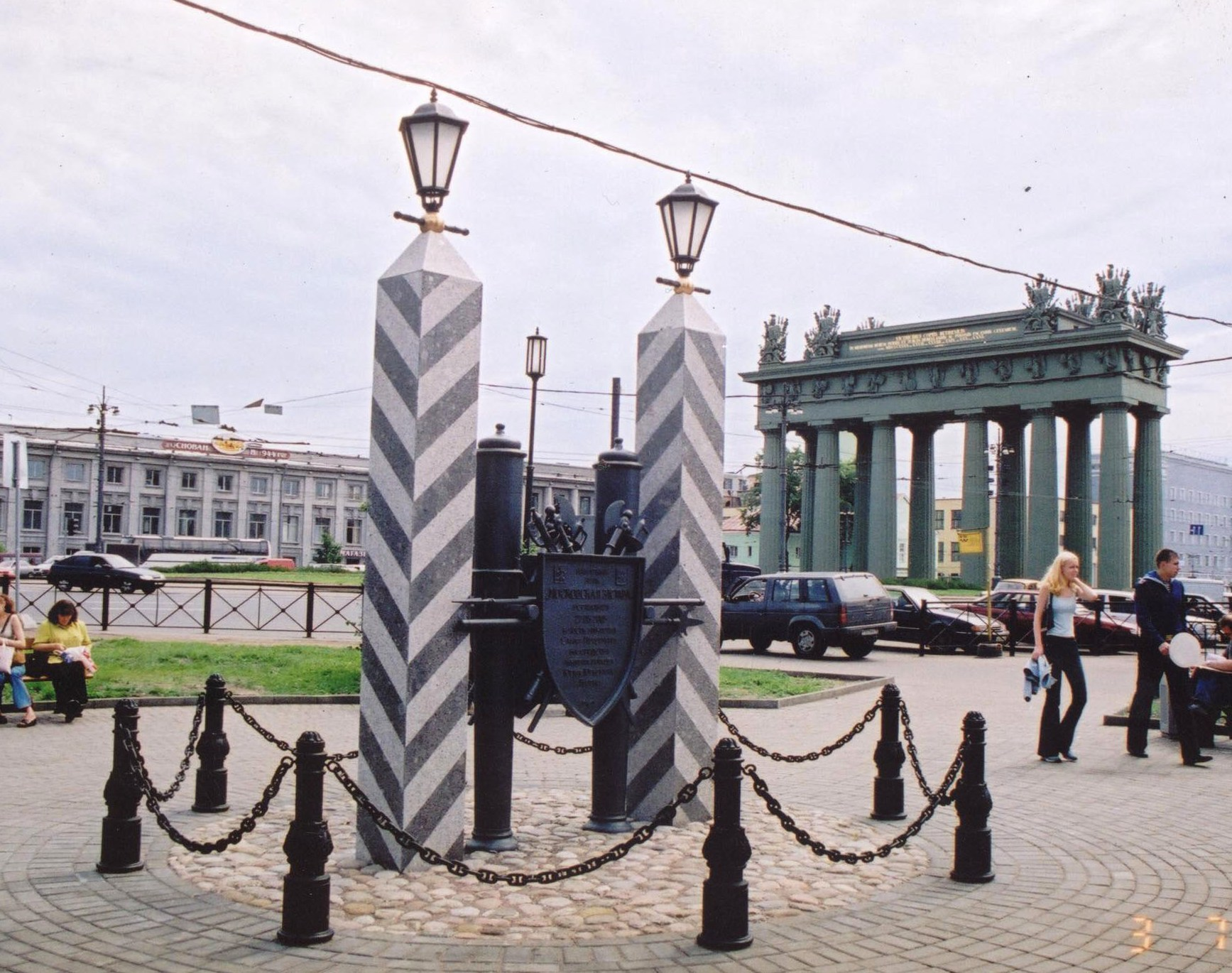
Памятный знак «Московская застава» у Московских триумфальных ворот

В округе находятся два памятника федерального значения: Московские триумфальные ворота (1834—1838, архитектор Василий Стасов, скульптор Борис Орловский) и Воскресенский Новодевичий монастырь с кладбищем (1849—1854, архитектор Николай Ефимов).